# Mpika
Mpika è un centro abitato dello Zambia, situato nella Provincia di Muchinga e in particolare nel Distretto di Mpika.